# 新大小不良
《新大小不良》，又名《欲霸天下》 ，於1994年5月13日首映的香港動作電影，由韓三平監製，羅文導演，張衛健、翁虹、蔣勤勤、鄭則士、何家駒、童彤主演。

## 故事大鋼
在四十年代裏，年輕人邱子洪為了想闖一番事業，來到上海，他認識了大伯饒泰川及他的女兒饒小君，並來到他們的家留宿，邱子雄之後會用什麼方法來令自己來闖一番事業呢？

## 演員表
| 演員   | 角色   | 粵語配音 | 介紹                                                                                       |
| 張衛健 | 邱子洪 | 陳欣     | 一名青年人，為了乾一番事業，前往上海發展 康正忠之天敵 最后在殺死康正忠后疑似遭他的軍隊槍殺 |
| 翁虹   | 于麗貞   | 林珊珊   | 夜店歌星                                                                                   |
| 童彤   | 姚小君 | 陸惠玲   | 姚大川之女                                                                                 |
| 蔣勤勤 | 小饒   |          |                                                                                            |
| 鄭則士 | 姚大川 | 盧雄     | 居於上海 姚小君之父                                                                        |
| 何家駒 | 金九華 | 盧雄     | 上海黑幫 做事心狠手辣 最后被邱子洪射殺                                                     |
| 狄威   | 姜東平 |          |                                                                                            |
| 代君   | 康正忠 |          | 上海黑幫 不擇手段，常用卑鄙招數上位 最后被邱子洪殺死                                       |

## 票房
本片在1994年5月13日至5月19日期間上映，票房HK $1,064,320。

## 外部連結
- 香港影庫上《新大小不良》的資料（繁體中文）
- 豆瓣电影上《新大小不良》的資料 （简体中文）
- 互联网电影数据库（IMDb）上《新大小不良》的资料（英文）